# Theodore Cantor
Theodore Edward (Theodor Edvard) Cantor (1809–1860)  là một bác sĩ, nhà động vật học và nhà thực vật học người Đan Mạch.
Sinh ra trong một gia đình Do Thái ở Đan Mạch, mẹ ông là chị gái của Nathaniel Wallich.  Cantor làm việc cho Công ty Đông Ấn của Anh, và tiến hành bộ sưu tập lịch sử tự nhiên ở Penang và Malacca.
Cantor là nhà khoa học phương Tây đầu tiên mô tả cá Xiêm. Trong lĩnh vực khoa học về bò sát-lưỡng cư học, ông đã mô tả nhiều loài bò sát và lưỡng cư mới. Các loài được Cantor mô tả đầu tiên bao gồm Bungarus bungaroides (1839), Bungarus lividus (1839), Channa argus (1842), Elaphe rufodorsata (1842), Euprepiophis mandarinus (1842), Hippocampus comes (1850), Lycodon effraenis (1847), Misgurnus anguillicaudatus (1842), Naja atra (1842), Oligodon albocinctus (1839), Oligodon cyclurus (1839), Ophiophagus hannah (1836), Oreocryptophis porphyracea (1839), Pareas monticola (1839), Protobothrops mucrosquamatus (1839), Ptyas dhumnades (1842), và Trimeresurus erythrurus (1839).
Chi Cantoria với loài Cantoria violacea được đặt tên để vinh danh Cantor, ví dụ Pelochelys cantorii, thường được gọi là rùa mai mềm khổng lồ Cantor, và Trimeresurus cantori, hường được gọi là loài rắn hố phun nọc Cantor.
Ông là tác giả của:
- Notes respecting some Indian fishes (1839)
- — (1841). Conspectus of Collections Made by Dr. Cantor, Assistant Surgeon, During His Employment with H.M. 26th Regt. on Expedition to China, 1840.
- — (1842). "General Features of Chusan, with Remarks on the Fauna and Flora of That Island". The Annals and Magazine of Natural History. Quyển 9. tr. 481.
- — (1846). On a Species of Semnopithecus from the Peninsula of Malacca. R. and J.E. Taylor.
- — (1842). Zoology of Chusan.
- — (1846). Catalogue of Mammalia inhabiting the Malayan Peninsula and Islands, etc. (Extracted from the Journal of the Asiatic Society.). Bishop's College Press.
- — (1981). Catalogue of Reptiles: Inhabiting the Asian Continent. Cosmo Publications. ISBN 978-81-7020-107-6.
- — (1849). Catalogue of Malayan Fishes. Journal of the Asiatic Society of Bengal. Baptist Mission Press.